# Hlavu vzhůru – volební blok
Hlavu vzhůru – volební blok (registrováno jako HLAVU VZHŮRU – volební blok; zkratka HLAVU VZHŮRU; dříve SUVERENITA – POLITIKA 21 a ještě dříve Politika 21) byla česká pravicová až krajně pravicová nacionalistická politická strana. Její předsedkyní byla od založení strany do roku 2011 Jana Bobošíková, poté Miroslav Novák a od roku 2013 opět Jana Bobošíková.
Strana podruhé změnila svůj název v září 2013 v souvislosti se snahou integrovat „klausovské“ síly do předčasných voleb v roce 2013. Na jejích kandidátních listinách byly konkrétně strany a hnutí Suverenita – Blok Jany Bobošíkové, Jihočeši 2012, Uzdravme naši politiku, Pravá frakce, Pardubáci, Šance pro Hodonín, Právo a Spravedlnost, Pro sport a zdraví a Demokratická strana zelených a někteří bývalí členové ODS.

## Historie

### Politika 21
Jako Politika 21 (zkratka „21“) strana kritizovala existující politické elity a systém, hodlala reformovat volební systém a zrušit Senát, aplikovat prvky přímé demokracie a omezit imunitu zákonodárců pouze na verbální projev. V ekonomických otázkách požadovala dodržování kázně nad veřejným rozpočtem a liberalizaci trhu, spoléhala se na jadernou energetiku. Stranou byla sepsána alternativní verze české Ústavy.
Ačkoliv v roce 2006 postavila do senátních voleb několik známých osobností, např. Pavlu Topolánkovou (manželku tehdejšího předsedy ODS Mirka Topolánka), což jí zajistilo značný zájem médií, významnějšího postavení na politické scéně nedosáhla. Tehdejší předsedkyně strany Jana Bobošíková vzbudila pozornost, když v roce 2008 v druhé volbě kandidovala na úřad prezidentky ČR jako kandidátka KSČM.
Pro volby do Evropského parlamentu 2009 uzavřela Politika 21 koalici se Stranou zdravého rozumu, která také zastávala negativní postoj k přijetí Lisabonské smlouvy. Tato koalice nesla název Suverenita a získala 4,26 % hlasů, tedy téměř pět procent potřebných ke zvolení.
Ve volbách do PSP ČR v roce 2010 kandidovali členové strany na kandidátce strany Suverenita – Strana zdravého rozumu.
V roce 2011 Jana Bobošíková založila novou stranu Suverenita – Blok Jany Bobošíkové a na postu předsedy strany ji nahradil Miroslav Novák.

### Hlavu vzhůru – volební blok
V roce 2013 se předsedkyní strany stala opět Jana Bobošíková a strana změnila svůj název na Hlavu vzhůru – volební blok.
Dle svých webových stránek byly hodnotami strany „svoboda, demokracie, vlastenectví, odpovědnost, úcta k historické pravdě, úcta k práci, úcta k rodině, mezigenerační soudržnost, vzdělání a národní stát“.
Do předčasných voleb v roce 2013 ji vedla předsedkyně Jana Bobošíková, která byla i lídryní ve středních Čechách. Dále kandidovali např. statutární místopředsedkyně Suverenity – Bloku Jany Bobošíkové Jana Volfová (jižní Morava), bývalý poslanec Michal Doktor (jižní Čechy), bývalá senátorka Liana Janáčková (Moravskoslezsko) nebo hokejista Robert Kysela (Ústecko). Z bývalých politiků ODS kandidovali Bohumil Zoufalík a Pavel Caldr (Praha), Miloš Patera (Karlovarsko), Miroslav Jeník (Královéhradecko) a Tomáš Úlehla (Zlínsko).
Ve volbách ji výslovně podpořil bývalý prezident Václav Klaus, který osobně vystoupil na několika mítincích a objevil se i na předvolebních billboardech. Strana pak získala celkem 21 241 hlasů, což činilo 0,42 %.

## Volební výsledky

### Výsledky v senátních volbách
- 2006 0 mandátů
  - obvod 5 – Chomutov: Ivan Varga (Martin Maxa) 5,86 % hlasů v 1. kole
  - obvod 14 – České Budějovice: Miroslav Kříženecký 1,90 % hlasů v 1. kole
  - obvod 17 – Praha 12: Mirka Čejková 4,05 % hlasů v 1. kole
  - obvod 26 – Praha 2: Helena Kohoutová 0,44 % hlasů v 1. kole
  - obvod 29 – Litoměřice: Anděla Dvořáková 1,08 % hlasů v 1. kole
  - obvod 38 – Mladá Boleslav: Jitka Hořejšová 2,07 % hlasů v 1. kole
  - obvod 41 – Benešov: Miroslav Žirovnický 0,45 % hlasů v 1. kole
  - obvod 59 – Brno-město: Rom Kostřica 6,30 % hlasů v 1. kole
  - obvod 71 – Ostrava-město: Pavla Topolánková 9,63 % hlasů v 1. kole
  - obvod 74 – Karviná: Jaroslava Kraftová 2,99 % hlasů v 1. kole
  - obvod 80 – Zlín: Ladislav Pilka 3,24 % hlasů v 1. kole

- 2008 0 mandátů
  - obvod 51 – Žďár nad Sázavou: Zdeněk Tomášek 2,10 % hlasů v 1. kole

### Výsledky ve volbách do Evropského parlamentu
| Volby | Koalice             | Počet hlasů | %     | Počet mandátů |
| ----- | ------------------- | ----------- | ----- | ------------- |
| 2009  | Suverenita (se SZR) | 100 514     | 4,26% | 0             |